# Bodman Point
Bodman Point är en udde i Antarktis. Den ligger i Västantarktis. Argentina, Chile och Storbritannien gör anspråk på området.
Terrängen inåt land är platt åt sydost, men åt nordväst är den kuperad. Havet är nära Bodman åt nordväst. Trakten är glest befolkad. Närmaste befolkade plats är Marambio Station, 6,9 kilometer öster om Bodman.